# Distretto di Bouhadjar
Il distretto di Bouhadjar è un distretto della provincia di El Tarf, in Algeria, con capoluogo Bouhadjar.

## Comuni
Il distretto di Bouhadjar comprende 4 comuni:
- Bouhadjar
- Aïn Kerma
- Oued Zitoun
- Hammam Beni Salah